# Naohiro Takahara
Naohiro Takahara (Shizuoka, 4. lipnja 1979.) japanski je nogometaš.

## Klupska karijera
Igrao je za klubove kao što su: Júbilo Iwata, Boca Juniors, Hamburg SV, Eintracht Frankfurt, Urawa Reds i Shimizu S-Pulse.

## Reprezentativna karijera
Za japansku reprezentaciju igrao je od 2000. do 2008. godine. Za japansku reprezentaciju odigrao je 57 utakmica postigavši 23 pogodaka.
S japanskom reprezentacijom Naohiro Takahara igrao je na jednom svjetskom prvenstvu (2006.) dok je 2000. s Japanom osvojio AFC Azijski kup.

## Statistika
| Japan  | Japan | Japan |
| Godina | Nas.  | Gol.  |
| ------ | ----- | ----- |
| 2000.  | 11    | 8     |
| 2001.  | 4     | 0     |
| 2002.  | 4     | 1     |
| 2003.  | 8     | 2     |
| 2004.  | 5     | 1     |
| 2005.  | 7     | 2     |
| 2006.  | 5     | 3     |
| 2007.  | 9     | 6     |
| 2008.  | 4     | 0     |
| Ukupno | 57    | 23    |

## Vanjske poveznice
- National Football Teams
- [http://www.japannationalfootballteam.com/en/players/takahara_naohiro.html Japan National Football Team Database